# 福克斯山 (印第安納州)
福克斯山（英語：Fox Hill）是位於美國印地安納州摩根縣的一個非建制地區。該地的面積和人口皆未知。